# صفوة الصفا

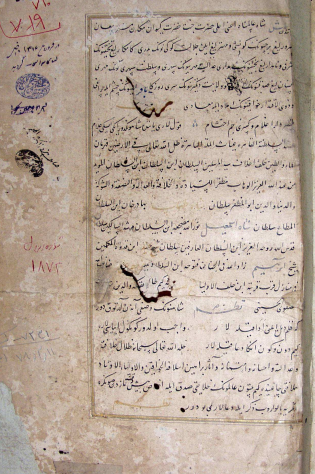

صفوة الصفا (بالفارسية: صفوة الصفا) سيرة ذاتية للشيخ صفي الدين الأردبيلي (1252-1334) مؤسس الطريقة الصفوية .

## المؤلف
مؤلف كتاب صفوة الصفا هو ابن بزاز (بالفارسية: ابن بزّاز) (المتوفي سنة 1391) وهو أحد مريدي صدر الدين موسى الذي شجع أبن البزاز على تأليف الكتاب وقد أتمه على الأرجح عام 1358م، عدا هذا لايعرف الكثير عن أبن بزاز.

## المحتوى
ينقسم الكتاب إلى 12 باب وخاتمة .يتعامل البابان الثاني والحادي عشر مع ظروف وملابسات حياة الشيخ الأردبيلي .بينما يركز باقي الكتاب على سرد كرامات الشيخ الأردبيلي وعل شروحه لآيات القرأن الكريم والأحاديث النبوية ويمكن اختصار محتوى الكتاب كما يلي :
- المقدمة: نبوئات النبي محمد والعديد من الصحابة حول ظهور الشيخ الأردبيلي.
- الباب الأول : نسب الشيخ الأردبيلي، طفولته، دخوله في حلقة الشيخ زاهد الجيلاني ،ثم مشيخته للطريقة.
- الباب الثاني :كرامات الشيخ الأردبيلي التي حفظت الناس من محن خطيرة في البر والبحر وعلى الجبال أو من الأعداء أو الأمراض.
- الباب الثالث : كرامات تحققت بلطف الشيخ الأردبيل أو بسخطه.
- الباب الرابع : شرح الشيخ الأردبيلي للسور والأحاديث النبوية والتي تتضمن تناقضاً ظاهرياً.
- الباب الخامس :كرامات الشيخ الأردبيلي والتي تمت باشتراك الجن، الحيوانات، والموجودات غير الحية.
- الباب السادس : أذكار الشيخ الأردبيلي.
- الباب السابع :كرامات متعددة أظهرها الشيخ الأردبيلي مثل علمه بالنوايا، التنبؤ بالمستقبل، والإتصال بالموتى.
- الباب الثامن : فضائل الشيخ الأردبيلي، ورعه وتقواه.
- الباب التاسع :مرض الشيخ الأردبيل ووفاته.
- الباب العاشر : كرامات الشيخ الأردبيلي بعد وفاته.
- الباب الحادي عشر :عظمة الشيخ الأردبيلي وشهرته حول العالم.
- الباب الثاني عشر : كرامات أتباع الشيخ الأردبيلي ومريديه.

## تنقيح صفوة الصفا
كان الشيخ الأردبيلي سنياً على المذهب الشافعي. لكن الصفويون تحولوا من بعده إلى التشيع زمن حفيده الخواجة علي الصفوي . أصبح الصفويون سلالة تحكم الدولة الصفوية مع حلول العام 1505.ونتيجة اختلاف المذاهب بين الجد الأردبيلي وأحفاده الشاهات الصفويين .فوض طهماسب الأول مير أبو الفتح حسيني بتنقيح كتاب صفوة الصفا بإضافة نغمة شيعية واضحة للكتاب.كما تضمن التنقيح إخفاء الأصل الكردي للشيخ الأردبيلي والإدعاء بنسبه إلى الإمام موسى الكاظم.

## الطبعات
هناك طبعتان متداولتان من كتاب صفوة الصفا الأولى حجرية مطبوعة في بومباي عام 1911،أعدها ميرزا أحمد أبن حاج كريم تبريزي .وتسمى طبعة بومباي الحجرية .أما الطبعة الثانية فطبعت عام 1994 في طهران جمعها وحققها غلام رضا طبطبائي مجد.